# Au Café

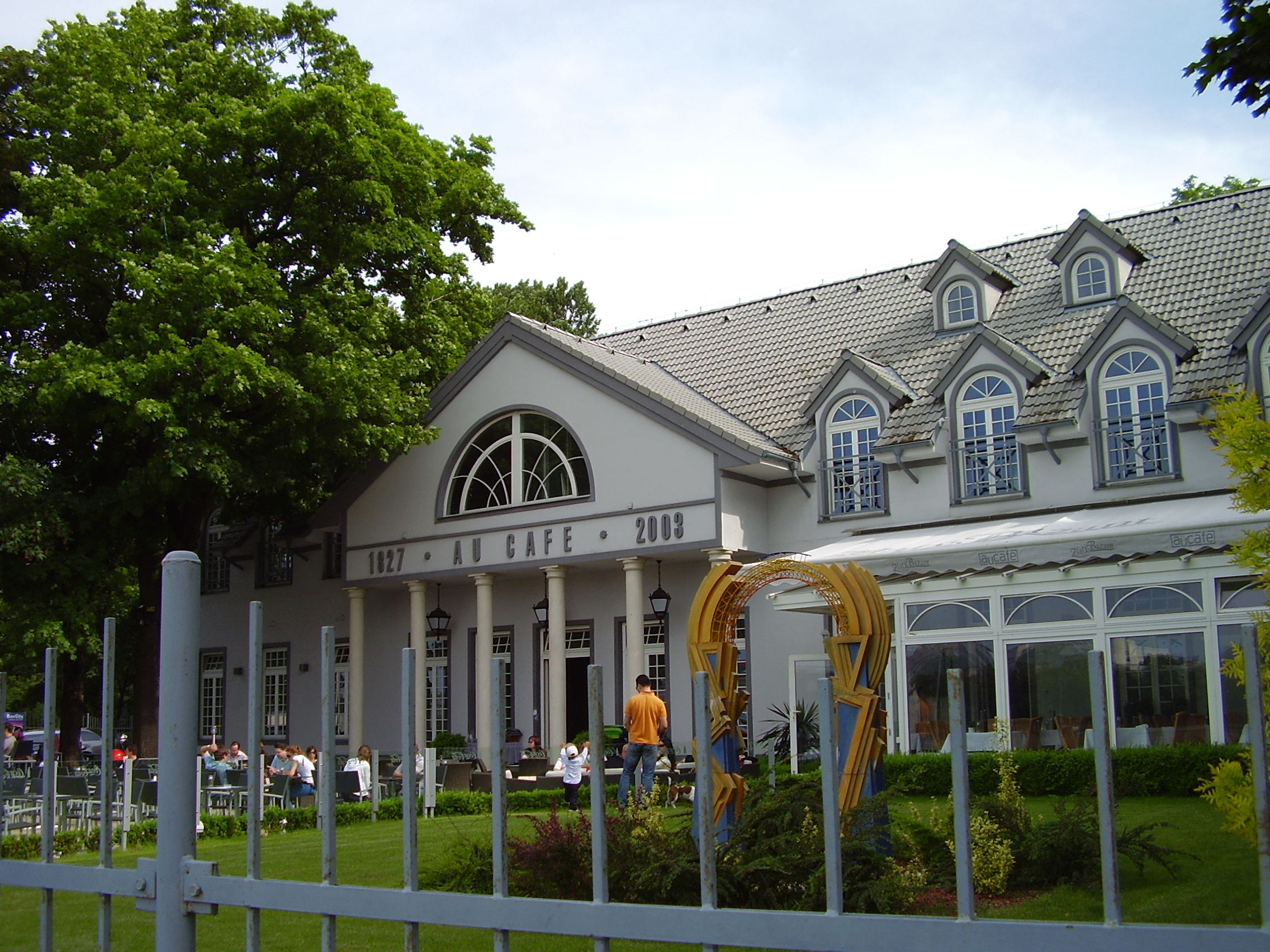
Au Café

Au Café – restauracja w Bratysławie, w dzielnicy Petržalka, na Viedenská cesta, przy Tyršovo nábrežie i Sadzie Janka Kráľa. Mieści się w budynku z 2003 roku, który został zbudowany jako replika oryginalnego budynku, rozebranego w 1960 roku.
Au Café zostało zbudowane w 1827 roku i służyło jako kawiarnia. Później dodano również restaurację. Ponad 100 lat Au Café funkcjonowało jako restauracja i kawiarnia. W połowie XX wieku budynek zaczął niszczeć i rozsypywać się, prowadząc do jego rozbiórki w 1960. Po zmianie ustroju w 1989 roku rozważano odbudowę. Pierwszą fazą budowy było wykonanie fundamentów nowego budynku (z późniejszym odłożeniem ich budowy) w pierwszej połowie lat 90. Projekt wstrzymano ze względu na brak funduszy ówczesnego właściciela budynku. Na początku XXI wieku kupił ziemię Lubo Roman (właściciel pobliskiego Leberfinger), który doprowadził budynek do odbioru i otworzył w nim restaurację, nawiązującą do tradycji. Obiekt położony jest nad brzegiem Dunaju, gdzie rozciąga się panorama na zabytkowe centrum Bratysławy i zamek.